# Lo stendardo

I colori della bandiera asburgica.

Lo stendardo (Die Standarte) è un romanzo del 1934, dello scrittore viennese Alexander Lernet-Holenia.

## Trama
Negli ultimi mesi della prima guerra mondiale, sul fronte balcanico ormai disfatto, nasce un amore fra l'alfiere Herbert Menis e la bella Resa Lang. Un amore travolgente, stendhaliano e hofmannsthaliano, che sembra fuori tempo, nello scenario di rovine ormai moderne in cui si situa. Il racconto inizia nel fosco dopoguerra viennese dove, alla caduta dell'Impero, sono sopravvissuti alcuni dei soldati e degli ufficiali di quell'aristocrazia guerriera una volta tanto ammirata e ora solo ingombrante. Il protagonista, l'alfiere Menis, si aggira per le strade di Vienna, apparentemente in cerca di un vagabondo, tra i tanti reduci ormai immiseriti e storpiati dalle ferite, che chiedono l'elemosina a ogni cantone. Lo trova, gli dà tutti i soldi che ha in tasca, ma poi fugge e, riparatosi con il narratore nel caffè di un albergo, inizia a ricordare i tragici avvenimenti che lo coinvolsero. Dall'arrivo a Belgrado, all'incontro a teatro con Resa Lang, alla vita di campo presso i reggimenti ucraini, fino alla grande insubordinazione che causò la distruzione del suo reggimento, sul ponte sul Danubio, alle porte di Belgrado. "Il viso dei quattro cavalieri nella prima fila - un sottufficiale e tre soldati - e il viso del trombettiere che era al loro fianco avevano un'espressione singolare: il sottufficiale e il trombettiere ci guardavano quasi imbarazzati, mentre i tre soldati evitavano i nostri sguardi e parevano decisi a rimaner lì fermi e impassibili qualunque cosa avvenisse. Quelle facce da contadini slavi piuttosto piatte rivelavano una cosa sola, ma questa con molta chiarezza: che non volevano saperne di proseguire. "«Dunque?» gridò Bottenlauben. «Che cosa c'è?» "Il grido fu ripetuto da qualche altro ufficiale. Nella lunga colonna ci furono alcuni ufficiali o sottufficiali che uscirono dalle file col loro cavallo gridando qualche cosa e ottenendo un mormorio di voci per risposta. «Avanti!» si gridava, ma nessuno si moveva. I reggimenti parevano inchiodati al suolo". Da qui tutto cambia. Non ci sono più i comandi né gli eserciti, in un caos di nazioni e popoli nascenti lo stato unitario si dissolve: "Pareva che cadessero da loro elmetti e divise, galloni e aquile imperiali, pareva che cavalli e selle scomparissero non rimanendo altro che qualche centinaio di contadini polacchi, romeni o ruteni, i quali fossero incapaci di comprendere cosa volesse dire partecipare, sotto lo scettro della nazione tedesca, alla responsabilità del destino del mondo". Menis rientra a Vienna con i suoi compagni, attraversando quelle che saranno tra poco le frontiere impenetrabili, sorte sulle rovine dell'Impero austro-ungarico, per dividere le schegge impazzite delle popolazioni che fino a ieri ne facevano parte.

## Origini storico-letterarie

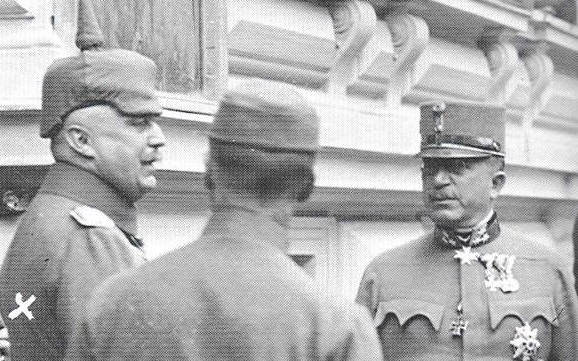
Ufficiali asburgici (al centro e a destra) parlano con un ufficiale prussiano (a sinistra con il caratteristico pickelhaube).

Il racconto è immerso nell'atmosfera militaresca in cui vissero per quattro anni, i soldati e gli ufficiali degli eserciti Imperial-Regi, durante la prima guerra mondiale. Reggimenti dai nomi prestigiosi, formati da popolazioni diverse per lingua, cultura e religione che, fino a quel momento, avevano sostenuto il duplice Impero, a costo della propria vita, sotto la guida dei generali, vincolati tutti dal giuramento all'Imperatore e dalla fedeltà allo Stendardo. Questo simbolo della comunanza di intenti, difeso dal sangue di milioni di soldati, uccisi in più di cento cinquant'anni di vittorie e sconfitte, in nome di una Patria comune è al centro della scena: "Lo stendardo schioccava in quell'uragano di piombo, e per un attimo ebbi l'impressione che non fosse Lott a porgermelo ma Hackenberg. Infatti i visi di entrambi scomparvero nello stesso momento: avevo appena afferrato l'asta rivestita di velluto, quando un colpo fece cadere da cavallo il caporale. "Ma io quasi non me ne resi conto. Ora tenevo lo stendardo. Intorno a me le vite umane si disperdevano come pula al vento, ma io tenevo lo stendardo. Intorno a me c'era l'inferno, ma io tenevo lo stendardo. E tosto compresi che fin dal primo momento in cui l'avevo visto ero stato sicuro che sarebbe toccato a me. Lo ricevevo nello stesso istante in cui il reggimento, di cui esso era simbolo, aveva cessato di esistere, ma io tenevo in pugno lo stendardo!". Lo stendardo rappresenta i reggimenti che nel 1918, anno in cui è ambientato il racconto, si dissolsero senza lasciare altro ricordo della propria potenza, se non la malinconica rappresentazione post mortem dei fasti asburgici. Il tracollo, simbolicamente, avviene sul ponte del Danubio, fiume archetipo cui si sono abbeverate per migliaia d'anni le diverse etnie, unite dall'Impero. E qui, su questo ponte, si scarica impotente l'ultima violenza delle gerarchie tedesche, contro le masse rurali dei popoli alleati, ormai definitivamente renitenti: «Animale» urlò Bottenlauben «Bada di non avvicinarti di più con la tua lurida bestia, se non vuoi che succeda di peggio!». E così dicendo premette gli speroni nei fianchi del suo cavallo talmente che questo si alzò sulle zampe posteriori e piombò sull'altro buttando a terra cavallo e cavaliere. Avvenne allora un tumulto di cavalli che si sbandavano e di soldati che bestemmiavano. Bottenlauben, cui dall'indignazione pareva si rizzassero i peli della pelliccia, si fermò col cavallo a gambe larghe sopra il caduto. Sennonché in quell'istante l'attenzione di tutti fu sviata sopra un fatto nuovo. Sulla riva, dalla quale eravamo venuti, una colonna di cavalleggeri avanzava al galoppo sopra l'argine verso l'altro ponte. Era il reggimento Royal Allemand o perlomeno una parte di esso. Raggiunto il ponte, il reggimento lo imboccò al galoppo portando una certa confusione fra i traini che intanto si erano rimessi in moto. I carriaggi si fermarono, i cavalieri stessi si incagliarono in mezzo ai carri, ma tosto balzarono di sella e con i moschetti in pugno proseguirono sul ponte. In breve si trovarono circa alla nostra altezza. Alcune centinaia di dragoni si allinearono lungo il parapetto appoggiando su questo i moschetti volti contro di noi, mentre sull'argine lo squadrone mitraglieri preparava le mitragliatrici. Questi movimenti che si svolsero in un baleno erano stati seguiti dalla nostra truppa quasi incredula, ma quando si vide sempre più chiaramente che il reggimento 'Royal Allemand' era veramente pronto a sparare eventualmente su noi, la truppa mandò un coro di urla indignate. Il
comandante e i suoi ufficiali galoppando lungo la colonna ripetevano ai soldati che le conseguenze erano lì, se non si decidevano a ubbidire immediatamente. C'erano ancora reggimenti consci del proprio dovere e, se la truppa non era disposta a proseguire la marcia, non rimaneva altro che sparare. Nello stesso tempo veniva dalla riva un cavaliere del reggimento 'Royal Allemand' gridando alla
truppa che i suoi compagni sapevano benissimo cosa volesse dire sparare contro camerati. L'avrebbero fatto, però, se la truppa continuava a mostrarsi renitente. Erano Tedeschi e in ogni caso avrebbero obbedito agli ordini. Su lui e sugli ufficiali che galoppavano lungo la colonna scese una pioggia di maledizioni. A un certo punto si formò un assembramento di cavalieri e si ebbe l'impressione che il comandante della Divisione venisse aggredito. In quell'istante egli deve aver dato il comando fatale. Udimmo infatti improvvisamente lo squillo di una tromba. Era il segnale: «Fuoco!» Dopo un istante si scatenò l'inferno. Lungo tutto il parapetto del ponte dove era schierato il reggimento 'Royal Allemand' e anche lungo la riva, cominciò uno scoppiettio come quando si buttano nel fuoco rami d'abete verdi, e siccome gli spari erano diretti contro di noi, scoppi e schianti ci assordavano le orecchie. Una grandine urlante di proiettili si riversò sopra di noi e in un attimo tutta la nostra colonna interamente esposta al fuoco si tramutò in un groviglio confuso, nel quale dozzine e centinaia di uomini e cavalli si torcevano sui tavoloni del ponte. Alcuni cavalieri scavalcarono così com'erano il parapetto e si buttarono nel fiume, altri balzarono di sella e tentarono di rispondere al fuoco, altri incominciarono a sparare stando a cavallo, mentre il galoppo tambureggiante di cavalli rimasti senza cavaliere faceva rintronare il ponte in direzione di Belgrado". 
Dalle ceneri dell'Impero austro-ungarico sorsero i nuovi Stati nazionali, già in perenne contrasto per questioni territoriali, razziali e religiose. Lernet-Holenia, come Joseph Roth, incarna la dialettica irrisolta tra l'Ancien Régime monarchico e militarista e le pulsioni del nuovo secolo che stanno per travolgere l'intero apparato della monarchia asburgica, con i suoi riti ipocondriaci. Anticipando così il più esplicito sarcasmo di Musil e i racconti psicologicamente più complessi e moralmente ambigui dei suoi contemporanei, Kafka e Rilke . Come per molti eroi di Roth: Franz Tunda o Tarabas, l'alfiere Menis è nato a cavallo tra due epoche e ne viene dilaniato fino a rendersi conto che lo Stendardo, per cui è stato pronto a dare la vita, sarà bruciato nel caminetto del Castello di Schönbrunn assieme agli altri simboli della monarchia in esilio.

## Recensioni
- Lernet-Holenia «si muove con l'eleganza di un topo d'albergo in abito da sera, che vuol fare un colpo»[7].
- Nel suo celebre saggio "Il mito absburgico nella letteratura austriaca moderna", Claudio Magris parla di Alexander Lernet-Holenia come di «un autore dalla penna facile e disinvolta», che «cerca di ringiovanire agilmente e di infondere un sapore moderno ai vecchi modi del barocco austriaco»[8]. Lo studioso triestino appunta in particolar modo la sua attenzione su Lo stendardo, un romanzo del 1934, che, insieme a L'Alfiere di Carlo Alianello (uscito nel '43, riscoperto da Rusconi nel '72 e riproposto da Osanna nel 2000), riscalderà i "ragazzi di Salò". Nonché quelli delle generazioni non-conformiste del dopoguerra. A detta di Magris, Lo stendardo, ha un tono "facile e leggero": e tuttavia vi si avverte palpabilmente il sentimento della sconfitta, della tragica fatalità che incombe su uomini e cose. Un sentore che la residua grazia del vivere (quella di una "felix Austria" che se ne va con dolente eleganza) alleggerisce: anche se la stanchezza, il senso del vuoto, una malinconia che non riesce a liberarsi neppure nelle lacrime sono sintomi di un "male" che sta dilagando[9].

## Adattamenti cinematografici

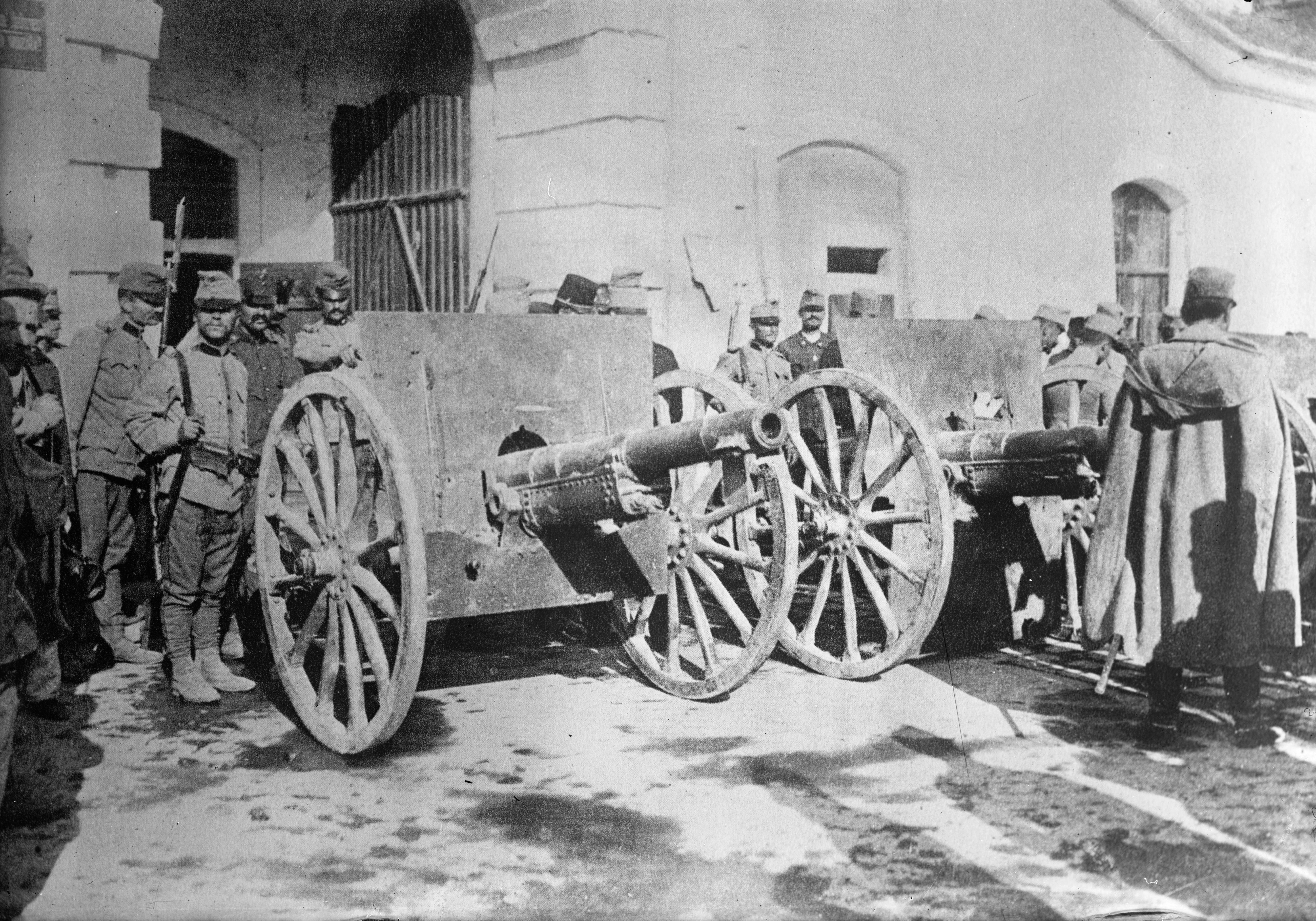
Militari austroungarici immortalati con prede belliche serbe.

Nel 1977, dal romanzo "Lo stendardo" di Alexander Lernet-Holenia è stata tratta una coproduzione austro-tedesco-spagnola di Ottokar Rainbow. 
- Originale in lingua tedesca
- Anno di produzione 1977
- Durata 120 minuti
- Regia Ottokar Rainbow
- Sceneggiatura Herbert Asmodi
- Location in Austria, Germania, Spagna.
- Produzione Ottokar Rainbow
- Musica di Hans-Martin Majewski
- Camera Michael Epp
- Montaggio Karabetian

Principali interpreti:
- Simon Ward: Alfiere Herbert Menis
- Veronica Forqué: Resa Lang
- Siegfried Rauch: Botenlauben
- Gerd Böckmann: Anschütz
- Robert Hoffmann: Koch Klein
- Jon Finch: Charbinsky
- Peter Cushing: Barone Hackenberg
- Lil Dagover: Erzherzogin

## Edizioni
- Alexander Lernet-Holenia, Lo stendardo, traduzione di Ervino Pocar, I Libri del Pavone, Arnoldo Mondadori Editore, 1959.

- Alexander Lernet-Holenia, Lo stendardo, traduzione di E. Dell'Anna Ciancia, Adelphi, 1989, ISBN 978-88-459-0695-4.